# Cała jesteś w skowronkach (singel)
Cała jesteś w skowronkach (Skaldowie - Antologia) – maxi-singel promocyjny trzypłytowego albumu Skaldów zatytułowanego Antologia. Został wydany w maju 2000 roku przez Pomaton EMI z numerem katalogowym Promo CD 263.

## Lista utworów
1. Cała jesteś w skowronkach 4:42 (1969)
2. Wszystkim zakochanym 4:13 (1972)
3. Jeszcze przed chwilą 4:02 (1969)
4. Nie całuj mnie pierwsza 4:07 (1968)
5. Nie ma szatana (live) 2:13 (1970)

## Twórcy
- kompozytor - Andrzej Zieliński
- autor tekstu - Leszek Aleksander Moczulski (utwory 1-3); Agnieszka Osiecka (utwory 4-5)
- wykonawca - Skaldowie, w składzie: 
  - Andrzej Zieliński (śpiew, fortepian, organy, instrumenty klawiszowe, aranżacje), Jacek Zieliński (śpiew, skrzypce, trąbka) (utwory 1-5)
  - Marek Jamrozy, Feliks Naglicki, Jerzy Tarsiński - gitary (utwór 4)
  - Konrad Ratyński - gitara basowa, śpiew (utwory 1,3,4)
  - Jan Budziaszek - perkusja (utwory 1,3,4)
  - Krzysztof Paliwoda, Jerzy Tarsiński - gitary (utwory 1,3)
  - utwory 2,5 - Jerzy Tarsiński, Konrad Ratyński, Jan Budziaszek
- gościnnie:
  - zespół wokalny Partita - śpiew (utwór nr 2)
  - Maryla Rodowicz - śpiew (utwór nr 3)
- redakcja i wybór - Daniel Wyszogrodzki
- remastering - Kasina Studio, Warszawa
- konsultacja techniczna - Krzysztof Kasiński
- opracowanie graficzne - [megafon]
- fotografie zespołu - Marek Karewicz